# U 603 (Kriegsmarine)
De U 603 was een VIIC-type U-boot van de Duitse Kriegsmarine tijdens de Tweede Wereldoorlog. 

## Geschiedenis
16 maart 1943 - Om 22:00 lanceerde de U 603 drie FAT-torpedo's en een gewone torpedo, bij het begin van de strijd om konvooi HX-229. Eén van de FAT-torpedo's trof het Noorse vrachtschip Elin K. en bracht het tot zinken.
Hans-Joachim Bertelsmann was vanaf 13 september 1942 tot 2 mei 1943 commandant op de U 603. Daarna kwam zijn opvolger Oberleutnant Rudolf Baltz vanaf 3 mei 1943 tot 28 januari 1944 op deze boot. Dan nam Bertelsmann terug over. 

## Ondergang
De U 603 werd op 1 maart 1944 tot zinken gebracht door de Amerikaanse escorte-torpedobootjager USS Bronstein (DE-189), in de Noord-Atlantische Oceaan, in positie 48° 55′ 0″ NB, 26° 10′ 0″ WL. Commandant Hans-Joachim Bertelsmann en zijn 51- koppige bemanning kwamen hierbij om.

## Commandanten
- 2 Jan, 1942 - 12 Sep, 1942: Kurt Kölzer
- 13 Sep, 1942 - 2 Mei, 1943: Hans-Joachim Bertelsmann
- 3 Mei, 1943 - 28 Jan, 1944: Oblt. Rudolf Baltz
- 29 Jan, 1944 - 1 Maart, 1944: Kptlt. Hans-Joachim Bertelsmann (+)